# 杨惠安
杨惠安（1906年—1983年），男，湖北天门人，中国园艺学家，华中农学院教授，曾任第三、四届全国政协委员。